# Ich fahre mit dem fahrrad in einer halben stunde an den rand der atmosphäre
ich fahre mit dem fahrrad in einer halben stunde an den rand der atmosphäre ist ein deutscher animierter Kurzfilm von Michel Klöfkorn aus dem Jahr 2011. In Deutschland feierte der Film am 8. Mai 2011 bei den Internationalen Kurzfilmtagen in Oberhausen Weltpremiere.

## Handlung
Klöfkorn versucht zu verstehen – fahrradfahrend.

## Kritiken
„Ein Fahrradfahrer auf einer assoziativ wilden Fahrt: er trifft dabei auf ökonomische Theorien, militaristische Verrücktheiten, die Psychoanalyse der Siegessäule und andere Unwetter.“

## Auszeichnungen
Internationale Kurzfilmtage Oberhausen 2011
- Lobende Erwähnung der Jury des deutschen Wettbewerbs

Internationales Festival des Fahrrad-Films 2014
- Zweiter Preis